# Cessna 337 Super Skymaster

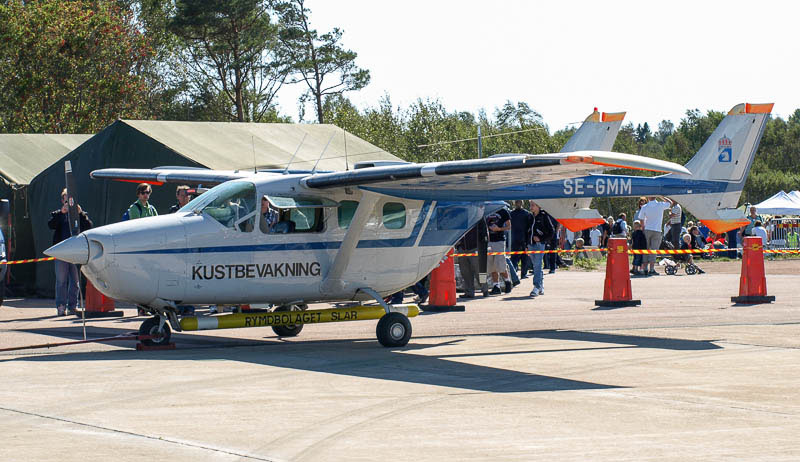
Cessna F337G från svenska kustbevakningen.

Cessna 337 Super Skymaster är ett högvingat monoplan med dubbel stjärtbom och både dragande och skjutande propeller, tillverkat av Cessna i helmetallkonstruktion som finns både med infällbara och fast landställ, det flög första gången 1961 och tillverkades t.o.m 1982. Flygplanet är konstruerat efter ett så kallat "centerlinje-koncept", detta innebär att det finns en motor i nosen som drar fram maskinen som på konventionella enmotoriga propellerflygplan av liknande storlek samtidigt samt ytterligare en motor sitter monterad i aktern av flygplankroppen som driver en propeller som knuffar på.

## Incidenter
- 24 februari 1996 sköts två stycken Super Skymaster från hjälporganisationen Brothers to the Rescue (Hermanos al Rescate) ner av kubanskt jaktflyg över internationellt vatten norr om Havanna. Alla fyra besättningsmännen dödades.
- 8 december 2008 nödlandade piloterna Troels Hansen och Oliver Oliver Edwards-Neil i Hudsonbukten efter ett motorhaveri. 18 timmar senare räddas de av Atlantic Enterprise, en dansk räktrålare. Trots de fysiska och psykiska påfrestningarna klarade de sig utan men.

## Varianter
- 337 Super Skymaster – En vidareutveckling av Cessna 336 Skymaster med infällbart landställ, ny motorkåpa, nya luftintag och ändrad vinginfästning.
- 337A Super Skymaster – Mindre ändringar.
- 337B Super Skymaster – Förstärkt version för högre startvikt och med löstagbar gondol för bagage under buken.
- T337B Turbo Super Skymaster – Version med turbomatade motorer, högre maxhöjd och högre ekonomisk fart.
- 337C Super Skymaster – Version med ny instrumentpanel och ännu högre startvikt.
- 337D Super Skymaster – Mindre ändringar.
- 337E Super Skymaster – Något ändrad vingprofil.
- 337F Super Skymaster – Ännu högre startvikt.
- 337G Super Skymaster – Större propeller fram, ”Airstair”-dörr med inbyggd trappa och förbättrade flaps.
- P337G Super Skymaster – 337G med tryckkabin.
- 337H Super Skymaster – Mindre ändringar och turbomatade motorer.
- 337M Super Skymaster – Militär modell. Militär beteckning Cessna O-2 Skymaster.